# Eusebi Ayensa Prat
Eusebi Ayensa Prat (Figueras, 1967) es un profesor e intelectual español.

## Biografía
Nacido en Figueras (Gerona), en 1967, es licenciado en Filología Clásica por la Universidad de Barcelona (1989). Doctor en Filología Románica por la misma universidad, ha realizado estancias de posgrado a las universidades de Creta, Atenas y Chipre, así como en el Centro de Investigación del Folclore Griego de la Academia de Atenas y al Taller de Folclore de la Universidad Capodistríaca de Atenas. 

## Trayectoria
Ha sido profesor de lenguas clásicas en el Instituto Ramón Muntaner de Figueras. Desde el 1996 hasta el 2007 fue profesor asociado de griego clásico y moderno en la Universidad de Gerona. Es académico de la Real Academia de Buenas Letras de Barcelona y vocal de la Asociación Cultural Hispano-Helénica. 

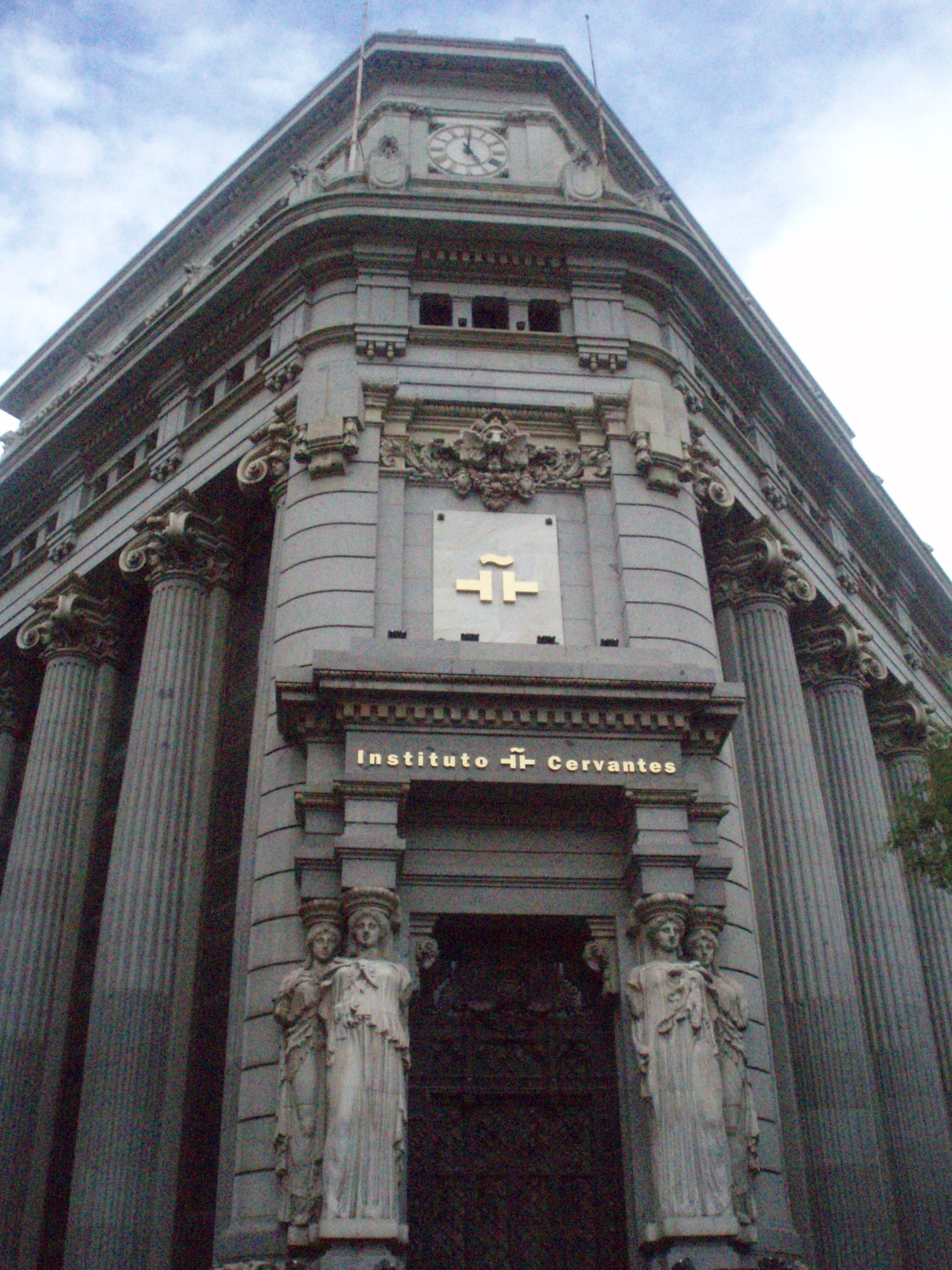
Sede del Instituto Cervantes en Madrid.

El año 2007 fue nombrado director del Instituto Cervantes de Atenas. Durante su período como director, y por iniciativa suya, se instaló una placa en la Acrópolis de Atenas —en ese momento, sólo había otra, lo que pone de manifiesto la dificultad de la empresa— con una frase de Pedro el Ceremonioso de 1380 en catalán, castellano, inglés y griego: "Lo castell de Cetines és la pus richa joya qui al mont sia". La iniciativa retomaba una antigua aspiración de Lluís Nicolau de Olwer y Josep M. Ainaud. Más tarde también fue nombrado director del mismo instituto en Frankfort, hasta 2014.
De regreso al Alt Empordà continúa su trayectoria de publicaciones de libros y artículos.
En 2022, publica Un català a Grècia. Una mirada a una història compartida, un ensayo sobre los principales episodios de los contactos entre Grecia y los Països Catalans, a la vez que unas memorias de su etapa como director del Instituto Cervantes de Atenas. La obra recibió el 38.º Premio de Ensayo Josep Vallverdú 2021. El abogado Benet Salellas, en su libro En encendida espera (2024), se refiere a algunos de los hechos explicados en el libro como un montaje del Estado español como represalia por las actividades de promoción de la lengua catalana de Ayensa cuando era el jefe de la institución española, por las que pasó dos años encausado.

## Publicaciones
Ha publicado decenas de artículos en diarios y revistas periódicas griegas y españolas como Erytheia, Hispania Sacra, Boletín de la Real Academia de las Buenas Letras de Barcelona, Revista de Girona, L'Avenç, Serra d'Or, Auriga, etc. Ha participado en varios proyectos científicos, ha pronunciado más de cuarenta conferencias, ha traducido al catalán una antología de canciones populares griegas titulada Baladas griegas (1999).

## Reconocimientos
El año 2006 obtuvo el premio internacional Delenda otorgado por la Confederación Internacional de Genealogía y Heráldica en reconocimiento a sus estudios sobre la historia y la literatura de la Grecia medieval y moderna. El año 2008 recibió el premio Jordi Domènech de Traducción de Poesía por la traducción de Poemas inacabados del autor griego Konstantinos P. Kavafis.

## Obras y traducciones
- Vida i mort damunt la terra porpra: una aproximació als personatges femenins de Quadern d'Aram, de Maria Àngels Anglada / Eusebi Ayensa i Prat.
- Els Catalans a Grècia: castells i torres a la terra dels Déus / Eusebi Ayensa i Prat. Barcelona: Base, 2013.
- Epistolari grec / Antoni Rubió i Lluch; correpondència recollida i anotada per Eusebi Ayensa i Prat; edición de Josep Massot i Muntaner.
- Rubió i Lluch, Antoni. Barcelona: Institut d'Estudis Catalans, 2006-2012.
- Esborranys i poemes inacabats / Konstandinos P. Kavafis; prólogo, traducción y notas de Eusebi Ayensa.
- Kavafis, Konstandinos. Vic: Cafè Central: Eumo, 2011.
- Repeticions / poemes de Iannis Ritsos; traduccions de Eusebi Ayensa; ilustraciones de Jofre Sebastian; edición de Enric Prat y Pep Vila.
- Ritsos, Iannis. Girona: Senhal, 2011.
- Planys grecs per la caiguda de la ciutat: conmemoración del 550 aniversario de la caída de Constantinopla / traducción de Eusebi Ayensa; ilustraciones de Amèlia Arumí; edición de Patrick Gifreu, Enric Prat y Pep Vila. Girona: 2003.
- El record dels catalans en la tradició popular, històrica i literaria de Grècia / Antoni Rubió i Lluch; introducción, edición y apéndices al cuidado de Eusebi Ayensa. Rubió i Lluch, Antoni. Barcelona: Abadía de Montserrat, 2001.
- Resum de literatura grega / Carles Riba; antología de textos al cuidado de Eusebi Ayensa. Figueras: Cal·lígraf, 2014.
- Resum de literatura llatina / Carles Riba; antología de textos al cuidado de Eusebi Ayensa. Figueras: Cal·lígraf, 2015.[7]
- O Carles Riba ke i neoelliniki logotekhnia: I Ellada os paradigma tis tis ethnikis anaguenisis stin Katalonia. Atenas: Ekati, 2015.[8]
- Un català a Grècia. Una mirada a una història compartida / Eusebi Ayensa i Prat. Lleida : Pagès Editors, novembre de 2022